# San Feliciano (Magione)
San Feliciano è una frazione del comune di Magione in Provincia di Perugia ed è parte integrante del Parco Regionale del Lago Trasimeno, istituito nel 1995.
La frazione, popolata da circa 600 abitanti, si affaccia direttamente sulle rive orientali del Lago Trasimeno ad un'altitudine di 279 m s.l.m.. ed è fra i borghi rivieraschi più pittoreschi del lago. Il borgo risale al Quattrocento.
Mediante un molo adibito al servizio di traghetti è possibile raggiungere l'isola Polvese.

## Storia
Il nome del luogo prende il nome da San Feliciano, vescovo di Foligno (160 ca. - 249), che si recò sul lago Trasimeno a predicare la buona novella fra i pescatori del lago. Dopo il suo martirio, avvenuto il 24 gennaio 249 per trascinamento di cavalli al galoppo, gli abitanti del luogo vollero conservare perennemente la sua memoria, chiamando col suo nome il piccolo villaggio lacustre che lo aveva accolto. Una reliquia di san Feliciano è custodita nella chiesa della frazione e viene esposta il 24 gennaio di ogni anno, in occasione della Festa Patronale. Oltre a san Feliciano, il paese ha un secondo Patrono, più specificamente protettore dei pescatori, che viene festeggiato il 14 dicembre di ogni anno; si tratta di santo Spiridione, patrono anche della greca isola di Corfù.
Fino al 25 maggio 1915 vi era una unità del Regio Esercito con un Farman 14 idrovolante da 80 cv comandata dal Tenente Anselmo Cesaroni e con il Maresciallo Alfredo Rossetti che il 26 maggio si trasferiscono per creare la Sezione Idro di Desenzano del Garda che diede vita alla 1ª Squadriglia Idrovolanti.

## Economia e manifestazioni
Le attività principali sono la pesca, il turismo, la ristorazione e la ricettività alberghiera, campeggi e la nautica. Il porticciolo è utilizzato per l'attracco delle imbarcazioni per la navigazione pubblica lacustre, principalmente verso Isola Polvese, di grande interesse naturalistico e raggiungibile in circa 15 minuti di navigazione. Diffuse sono anche le attività artigianali, tra le quali è rinomata la produzione di stuoie.
Ogni anno si tiene la festa paesana, denominata "Festa del Giacchio", che prende il nome dall'omonima rete da pesca, che assume una caratteristica forma concentrica una volta gettata in acqua.
Nel giugno 2007 ha preso il via anche la prima Festa Giubilare, in onore del Santo Crocifisso, opera lignea a grandezza naturale di capomastri trentini, custodito nella Chiesa Parrocchiale del paese, che però rimane spesso chiusa ai visitatori.

## Monumenti e luoghi d'arte

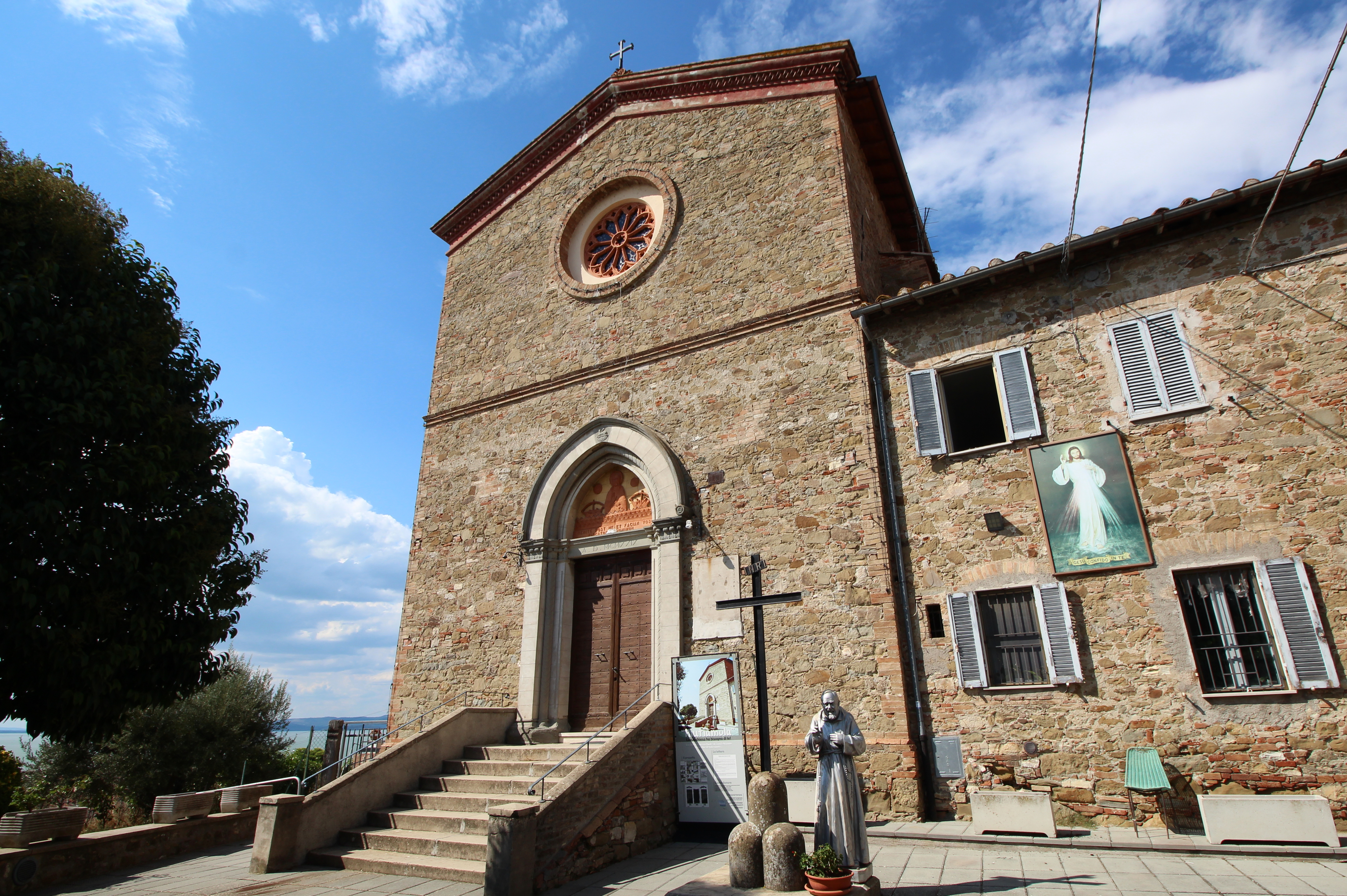
La chiesa di San Feliciano

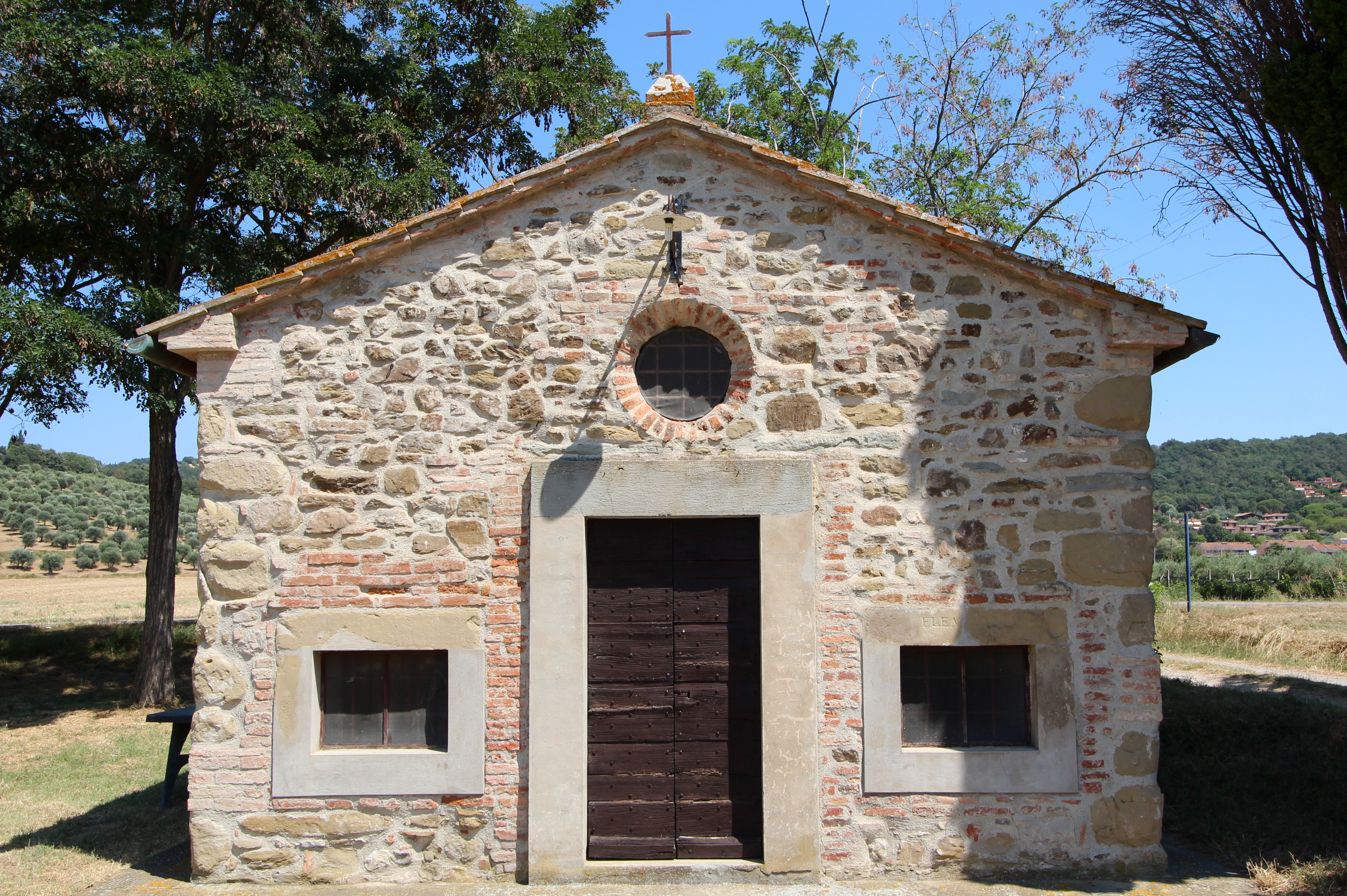
La chiesa della Madonna della Neve

- Museo della pesca (1984), dedicato alla storia ed alla tecnica dell'antica attività di pesca nel lago.
- Chiesa parrocchiale, dedicata a San Felicano, risalente al 1905 e costruita in stile neogotico, è caratterizzata da una ampia navata con volte a crociera. Sopra l'altare centrale si trova un grande quadro ad ogiva raffigurante san Feliciano in piedi, in posa solenne e adorno dei caratteristici paramenti vescovili. Dal sagrato della chiesa si gode una bella vista sul lago e sull'Isola Polvese, che gli abitanti del luogo chiamano, familiarmente, "Isola".
- Madonna della Neve, chiesa fuori del paese lunga la strada per Monte del Lago.

## Sport

### Associazioni sportive
- A.S. Marra (calcio)[3]